# Treffiagat
Treffiagat (bretonisch: Triagad) ist eine französische Gemeinde mit 2438 Einwohnern (Stand 1. Januar 2022) im Département Finistère in der Bretagne und gehört zum Kanton Pont-l’Abbé.

## Geografie
Die Gemeinde Treffiagat liegt an der bretonischen Atlantikküste, etwa 25 Kilometer südwestlich von Quimper. Den Hafen teilen sich Léchiagat, ein Ortsteil Treffiagats, und die westlich anschließende Gemeinde Guilvinec, der Kantonshauptgemeinde.

## Bevölkerungsentwicklung
| Jahr                       | 1962 | 1968 | 1975 | 1982 | 1990 | 1999 | 2006 | 2017 |
| Einwohner                  | 2603 | 2449 | 2484 | 2360 | 2333 | 2168 | 2241 | 2399 |
| Quellen: Cassini und INSEE |      |      |      |      |      |      |      |      |

## Sehenswürdigkeiten
Siehe auch: Liste der Monuments historiques in Treffiagat
- Kirche Saint Riagat
- Kirche Notre-Dame-des-Flots im Ortsteil Léchiagat, errichtet unter Verwendung von Steinmaterial mehrerer Kirchenruinen aus der Region
- origineller Neubau der Mairie der Ortschaft Treffiagat-Léchiagat
- Chateau d’Eau (Wasserturm) von Treffiagat, bemalt vom Künstler Frederic Gracia im Jahr 2009. Dargestellt wurde von ihm hier der Blick von der Hafenseite Treffigat-Léchiagat auf den Leuchtturm Croas Malo von Guilvinec.
- Chapelle Saint-Fiacre bei Treffiagat aus dem 15. Jahrhundert im flamboyanten Baustil; Namenspatron Saint Fiacre, irischer Königssohn Fiacrius (* 590, † 670), Schutzpatron der Gärtner. Nach Fürbitten Annas von Österreich an Saint Fiacre soll nach 22-jähriger kinderloser Ehe Ludwig XIV. geboren worden sein.
- Manoir de Lestrédiagat, ein Herrenhaus der alten bretonischen Adelsfamilie Seigneurs Duhaffont de Gouvello
- Denkmal für die im Ersten Weltkrieg gefallenen Soldaten[1]
- Menhir von Léhan
- Dolmen von Quélarn

Sehenswürdigkeiten
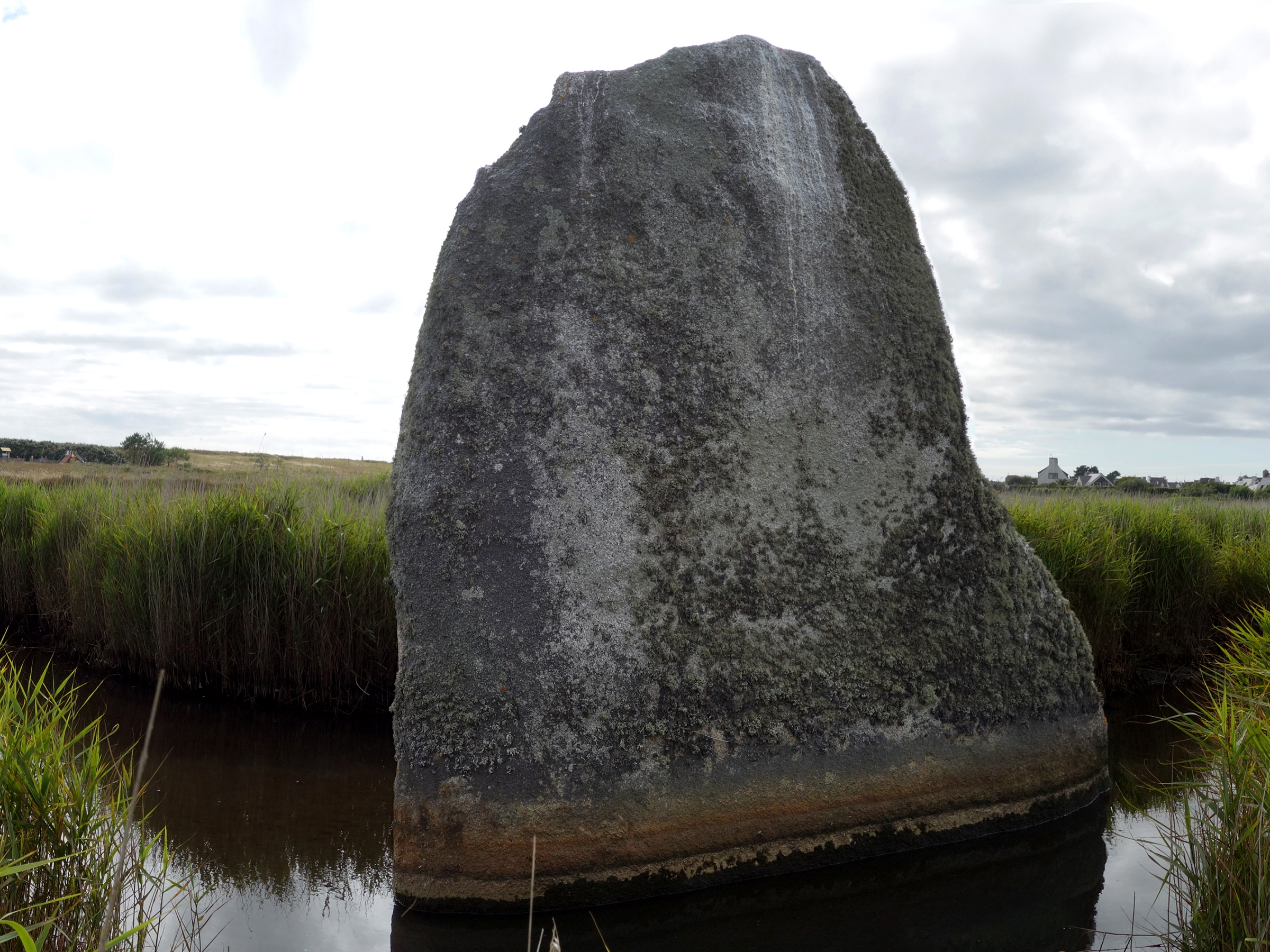
Menhir von Léhan
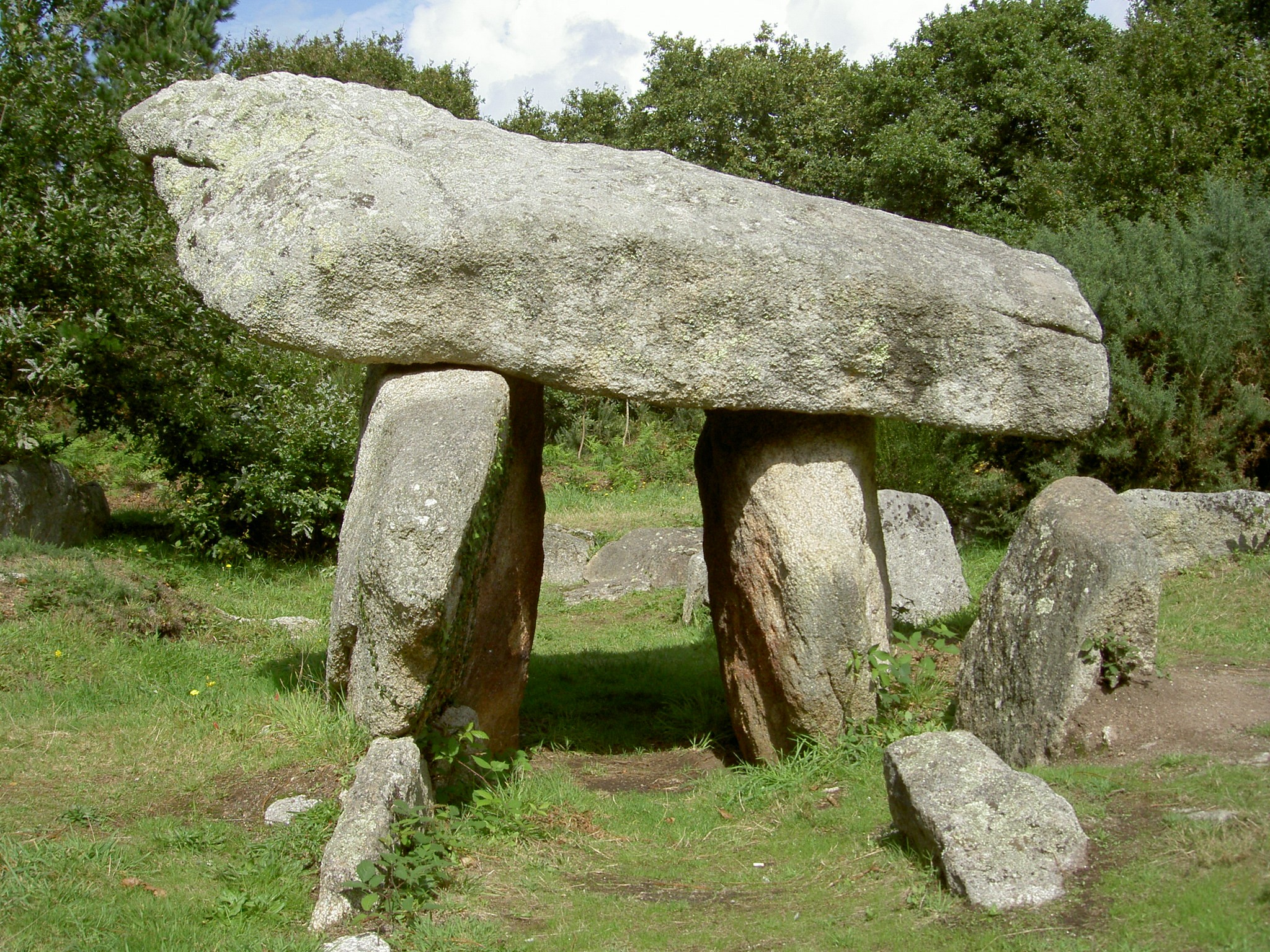
Dolmen von Quélarn
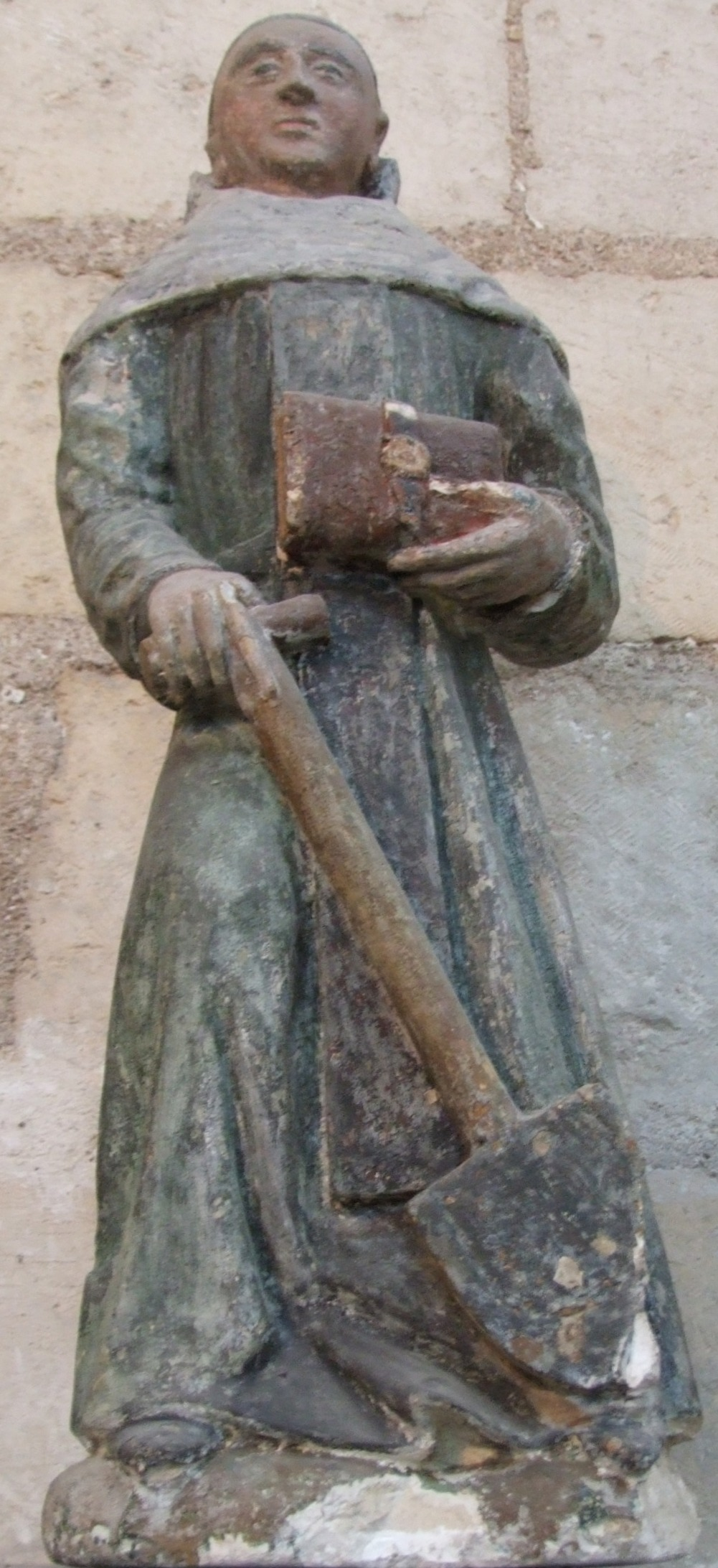
Statue des Saint Fiacre (* 590 † 670)
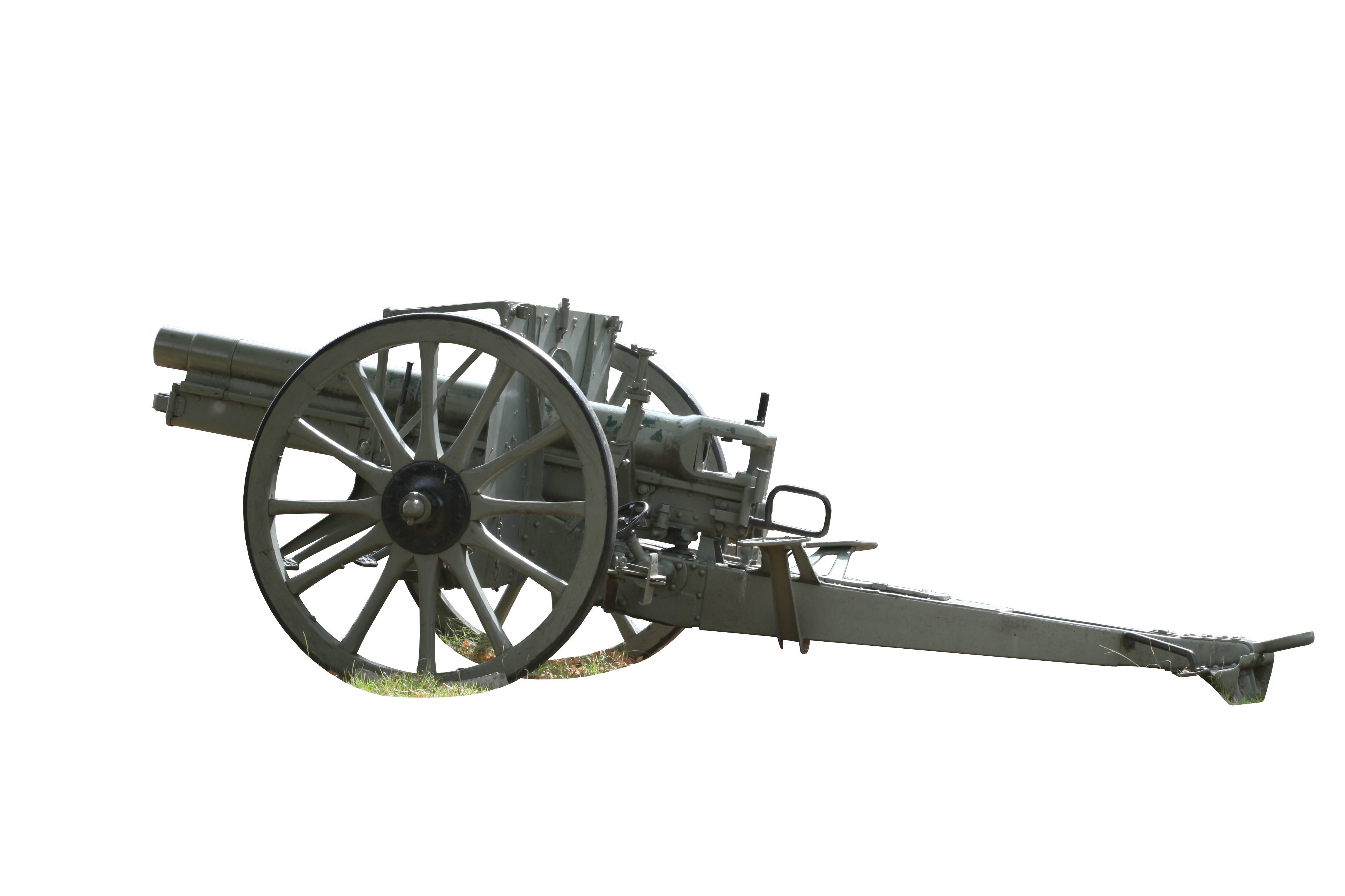
7.7 cm Feldkanone FM-16 von Krupp
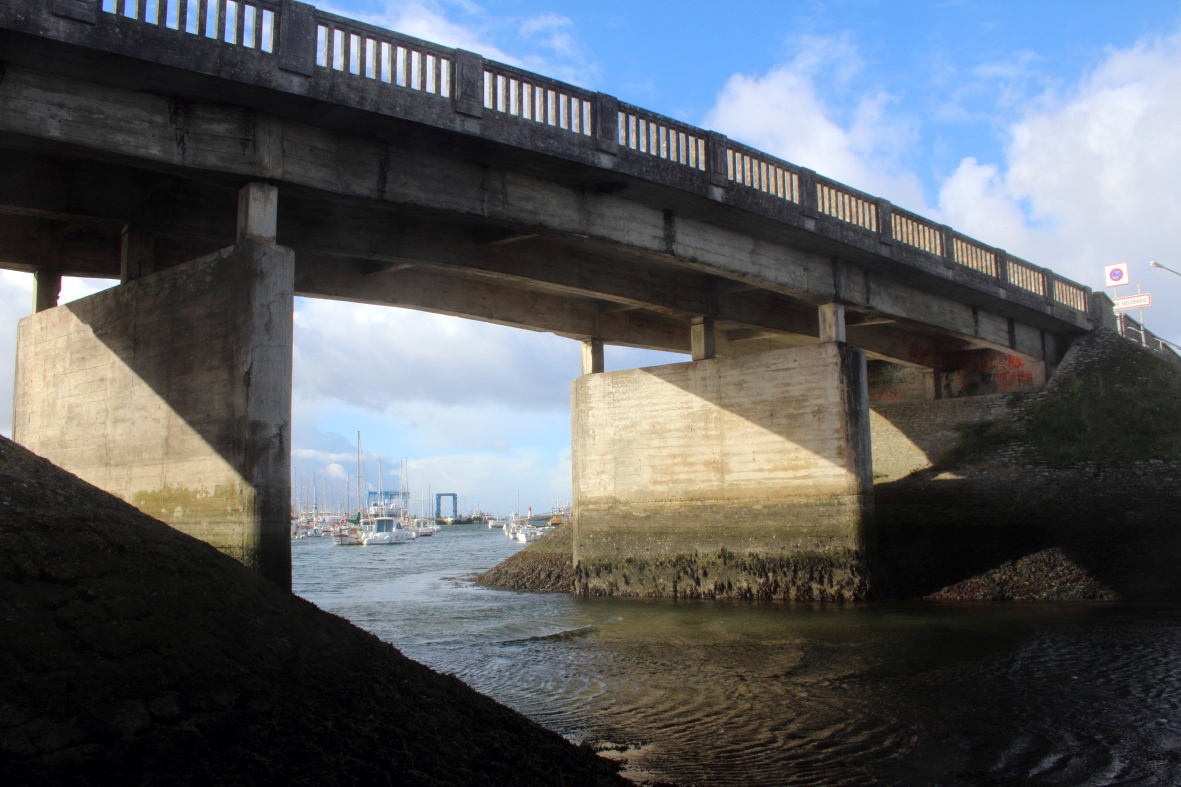
Brücke zwischen Léchiagat und Guilvinec
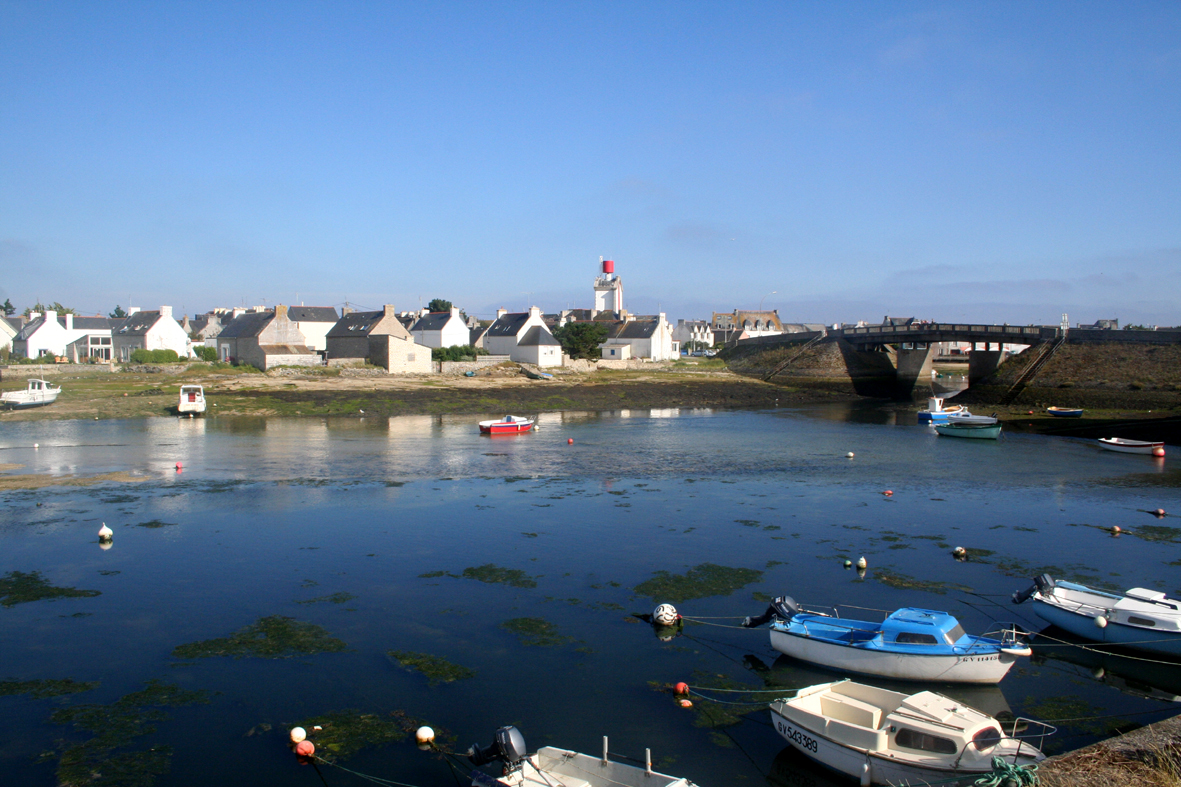
Blick von Léchiagat nach Guilvinec
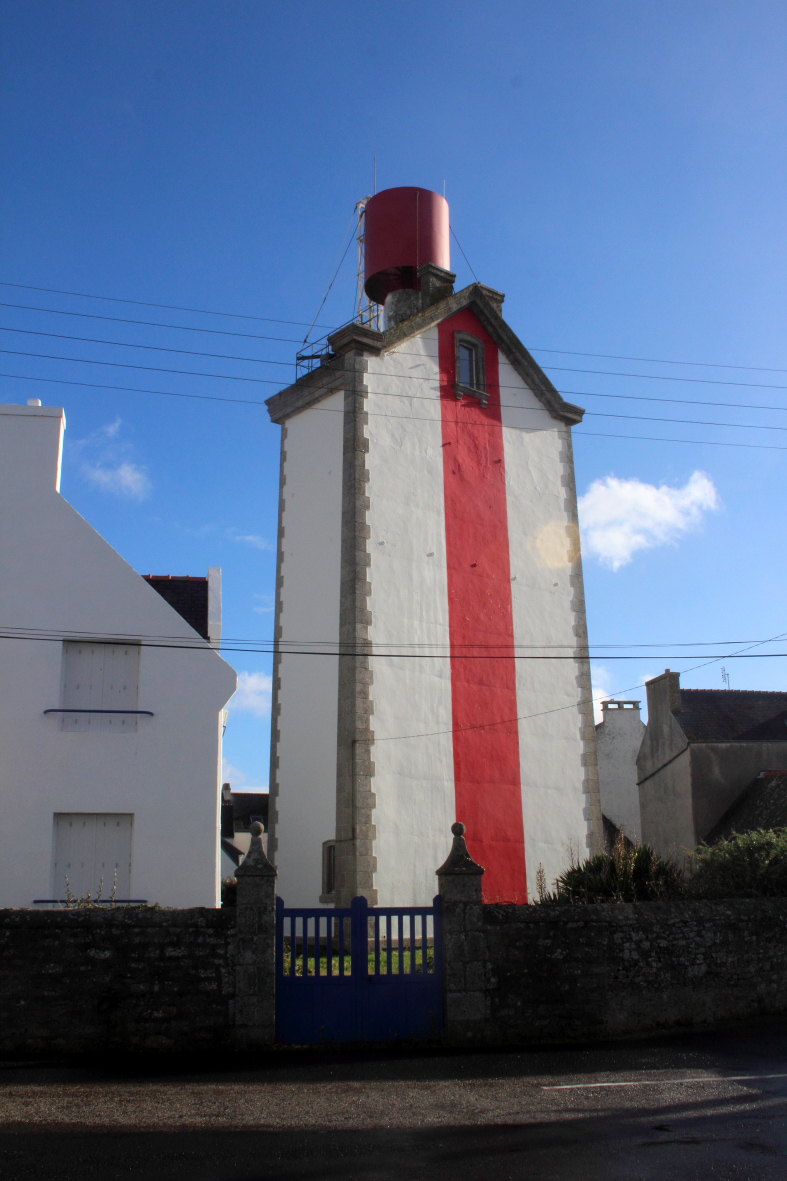
Phare Croas Malo von Guilvinec Blick von Léchiagat
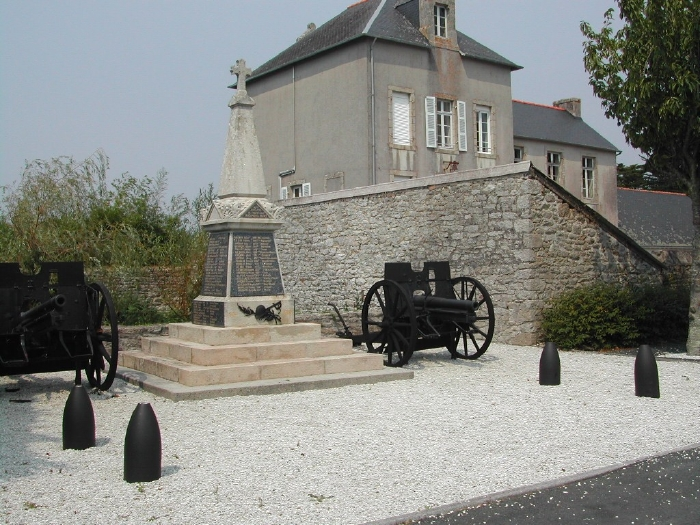
Kriegerdenkmal 1914–18 von Treffiagat